# 9·11 테러의 응급구조원 사망자
9.11 테러로 인한 사상자 2,977명 중 412명이 세계 무역 센터에서 사망한 뉴욕 시의 응급구조원이었다. 이 사람들에는 다음이 포함된다.
- 뉴욕 소방국(FDNY) 소속 소방관 343명 (소방 담당사제 및 구급요원 2명 포함)[1]
- 뉴욕-뉴저지 항만공사 경찰국(PAPD) 소속 경찰관 37명[2]
- 뉴욕 시경찰국(NYPD) 소속 경찰관 23명[3]
- 사설 응급구조대 소속 응급구조사 및 구급요원 8명[4]
- 뉴욕 소방순찰대 소속 순찰대원 1명[5]

이 글에서는 9.11 테러 당시 직무 수행 중 순직한 응급구조원들의 목록을 나열한다.

## 뉴욕 소방국 사망자

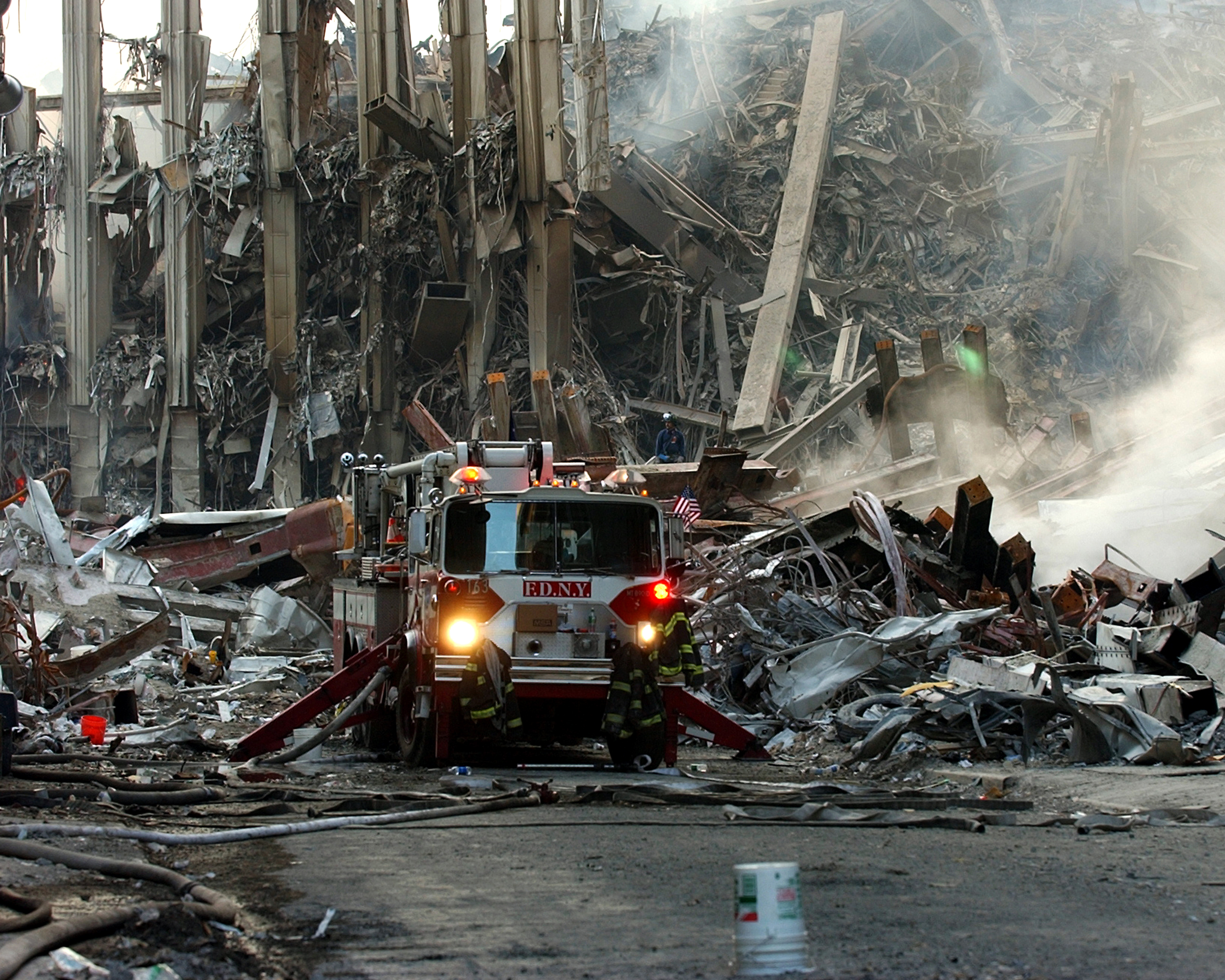
2001년 9월 11일, 붕괴된 세계무역센터 부지에 있는 소방차.

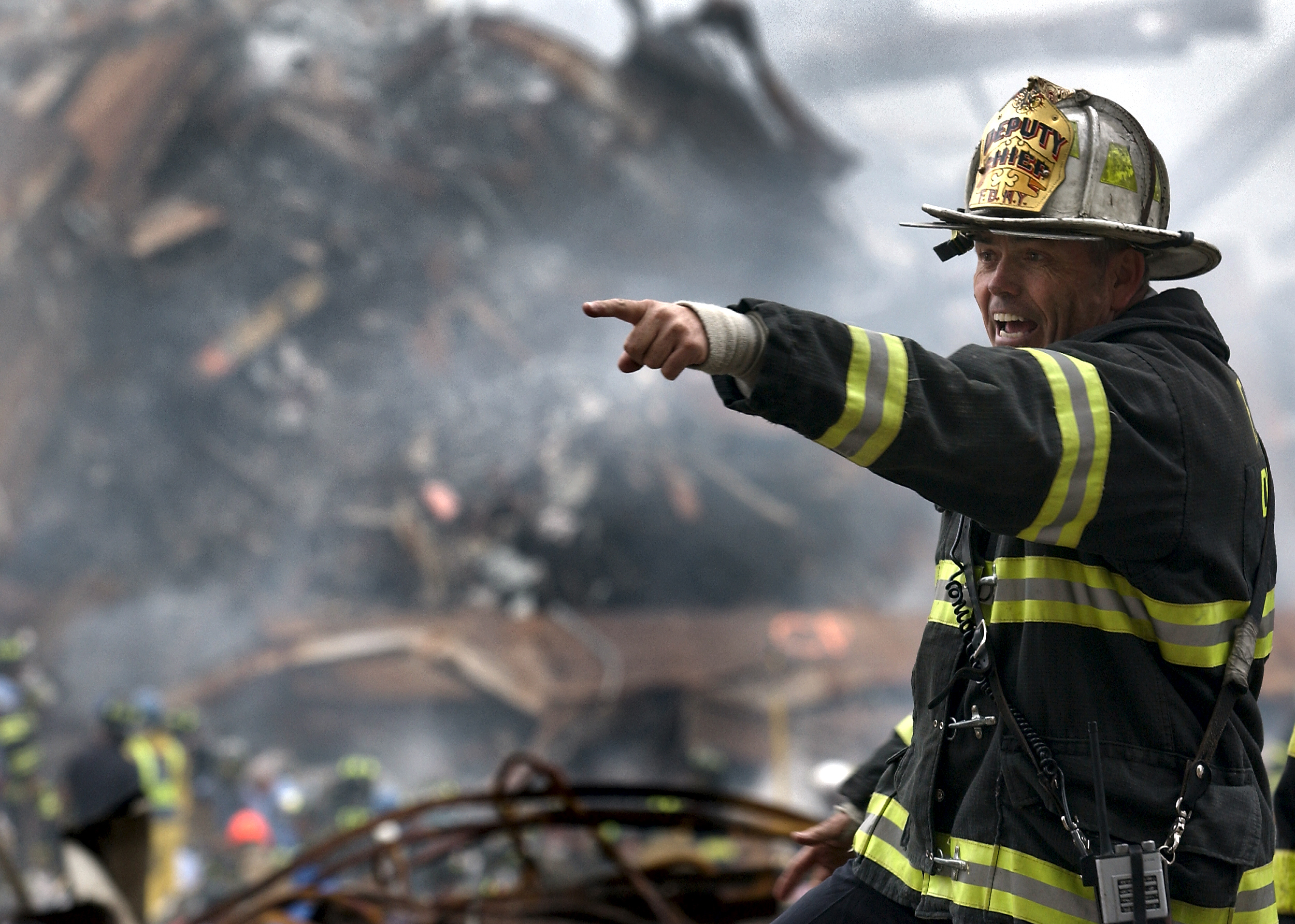
세계 무역 센터 붕괴 3일 후, 붕괴 현장을 지휘하는 소방감.

뉴욕시 소방국의 75개 소방서에서 파견된 팀들은 전부 1명 이상 사망자가 발생했다. 여기에 소방국장, 소방위원회 부위원장, 소방경 1명, 소방 담당사제 1명, 기타 관리직/전무인력도 다수 사망하였다.
뉴욕 소방국은 전통적인 뉴욕의 행정 구역인 5개 자치구마다 1개씩 자치구 지휘본부를 두고 있다. 각 지휘본부에는 소방감이 이끄는 방면본부 9곳을 두고 있다. 각 방면본부에는 소방령이 이끄는 소방서 4-7곳을 두고 있으며, 각 서에는 소방관 및 기타 사무인력 180-200명을 두고 있다. 각 소방서에는 소방위가 이끄는 안전센터(Company) 4-8곳을 두고 있다. 각 안전센터에는 소방장 3명과 소방관 16-42명을 두고 있다. 마지막으로 소방작전 유형에 따라 광역소방지휘관 직속 하에 두거나 각 안전센터 휘하의, 소방장 또는 소방위가 지휘하고 소방관 수 명을 휘하에 두는 각 구조대를 두고 있다. 이 구조대에는 진압대(engine company) 3-4팀, 구조대(ladder company) 5팀, 광역구조단(rescue company) 5팀, 광역기동단(squad company) 5팀, 소방정대(marine company) 4팀, 화학소방대(hazardous materials company) 6팀으로 구성되어 있다.
9월 11일, 제1소방서의 소방령이 길가에서 아메리칸 항공 11편이 세계 무역 센터 북쪽 타워에 충돌하는 것을 보고 즉시 다중 화재(multiple alarm) 경보를 발령했다. 이에 따라 경보 3시간 안에 진압대 121팀, 구조대 62팀, 소방관 27명이 현장에 투입되었다. 또한, 모든 비번 소방관들이 총동원되었다. 이는 뉴욕 소방국이 창설된지 30년만에, 처음 발령된 총동원령이였다. 여기에다, 사고에 할당된 정규 소방용 탈것과 소방관 외에도 위험물질 처리반 1팀, 구조팀 5팀, 고층진압대 2팀, 기동단 7팀, 기술지원팀 2팀을 임시로 추가 편성했다.

### 소방 구조대별 사망자

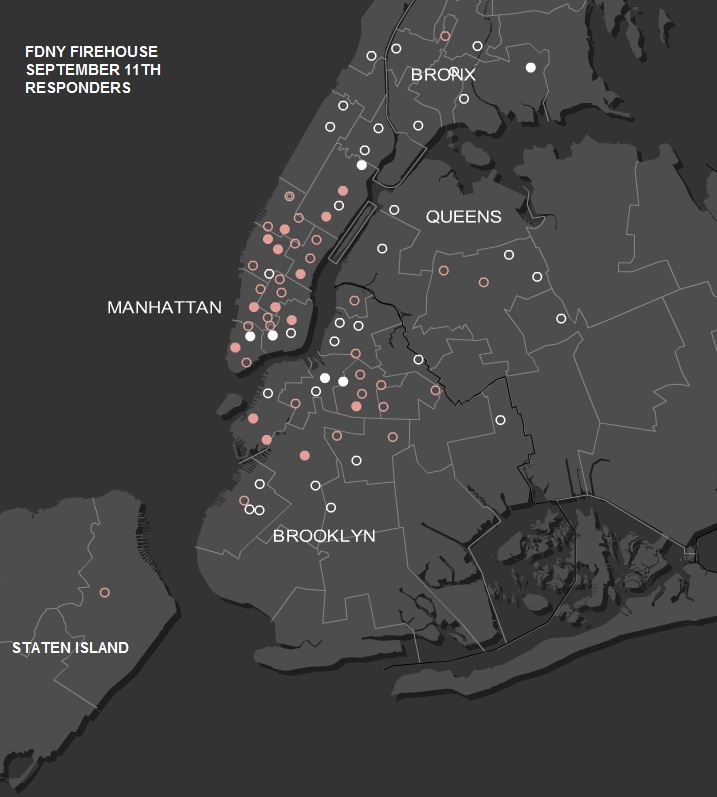
9.11 테러 당시 1차 파견된 뉴욕 소방국의 소방서들을 나타낸 지도이다. 속이 빈 원은 당시 파견나간 구조대의 위치이다. 안에 색이 찬 원은 여러 구조대가 파견을 나왔던 곳이다. 빨강색으로 색칠되어 있는 속이 빈 원/속이 찬 원은 사상자가 발생한 구조대의 위치이다.

아래 목록은 세계 무역 센터로 파견나간 구조대 중 각 구조대의 사망자 수를 나열한 것이다.
| 구조대 명       | 소방령 | 소방위 | 소방장 | 소방관 | 총 합 | 위치      |
| --------------- | ------ | ------ | ------ | ------ | ----- | --------- |
| 제1소방서       | 1명    |        | 1명    |        | 2명   | 북쪽 타워 |
| 제2소방서       | 2명    |        |        | 1명    | 3명   | 북쪽 타워 |
| 제4소방서       |        |        | 1명    |        | 1명   | 북쪽 타워 |
| 제6소방서       | 1명    |        |        |        | 1명   | 남쪽 타워 |
| 제7소방서       | 1명    |        | 2명    |        | 3명   | 남쪽 타워 |
| 제8소방서       | 1명    |        |        | 1명    | 2명   | 남쪽 타워 |
| 제9소방서       | 2명    |        | 1명    | 2명    | 5명   | 남쪽 타워 |
| 제11소방서      | 1명    |        |        |        | 1명   | 북쪽 타워 |
| 제12소방서      | 1명    |        |        |        | 1명   | 남쪽 타워 |
| 제22소방서      |        |        | 1명    |        | 1명   | 북쪽 타워 |
| 제43소방서      |        |        | 1명    |        | 1명   | 남쪽 타워 |
| 제47소방서      |        |        | 1명    |        | 1명   | 남쪽 타워 |
| 제48소방서      | 1명    |        |        | 1명    | 2명   | 북쪽 타워 |
| 제49소방서      | 1명    |        |        | 1명    | 2명   | 남쪽 타워 |
| 제50소방서      | 1명    |        |        |        | 1명   | 북쪽 타워 |
| 제57소방서      | 2명    |        |        | 1명    | 3명   | 남쪽 타워 |
| 제1방면본부     |        | 2명    |        |        | 2명   | 북쪽 타워 |
| 제11방면본부    |        | 1명    |        |        | 1명   | 남쪽 타워 |
| 제15방면본부    | 1명    | 2명    |        |        | 3명   | 북쪽 타워 |
| 제1진압대       |        |        | 1명    | 1명    | 2명   | 북쪽 타워 |
| 제4진압대       |        |        |        | 4명    | 4명   | 북쪽 타워 |
| 제5진압대       |        |        |        | 1명    | 1명   | 북쪽 타워 |
| 제6진압대       |        |        |        | 3명    | 3명   | 북쪽 타워 |
| 제8진압대       |        |        |        | 1명    | 1명   | 남쪽 타워 |
| 제10진압대      |        |        | 1명    | 1명    | 2명   | 북쪽 타워 |
| 제21진압대      |        | 1명    |        |        | 1명   | 북쪽 타워 |
| 제22진압대      |        |        |        | 4명    | 4명   | 남쪽 타워 |
| 제23진압대      |        |        |        | 4명    | 4명   | 남쪽 타워 |
| 제26진압대      |        | 1명    |        | 1명    | 2명   | 북쪽 타워 |
| 제29진압대      |        |        |        | 1명    | 1명   | 남쪽 타워 |
| 제33진압대      |        |        | 1명    | 4명    | 5명   | 북쪽 타워 |
| 제37진압대      |        |        |        | 1명    | 1명   | 북쪽 타워 |
| 제40진압대      |        |        | 1명    | 4명    | 5명   | 남쪽 타워 |
| 제50진압대      |        |        |        | 1명    | 1명   | 남쪽 타워 |
| 제54진압대      |        |        |        | 4명    | 4명   | 남쪽 타워 |
| 제55진압대      |        |        | 1명    | 3명    | 4명   | 북쪽 타워 |
| 제58진압대      |        |        | 1명    |        | 1명   | 남쪽 타워 |
| 제74진압대      |        |        |        | 1명    | 1명   | 남쪽 타워 |
| 제201진압대     |        |        | 1명    | 3명    | 4명   | 남쪽 타워 |
| 제205진압대     |        |        | 1명    |        | 1명   | 남쪽 타워 |
| 제207진압대     |        |        |        | 3명    | 3명   | 북쪽 타워 |
| 제214진압대     |        |        |        | 3명    | 3명   | 남쪽 타워 |
| 제216진압대     |        |        |        | 1명    | 1명   | 남쪽 타워 |
| 제217진압대     |        |        | 1명    | 3명    | 4명   | 남쪽 타워 |
| 제219진압대     |        |        |        | 1명    | 1명   | 남쪽 타워 |
| 제226진압대     |        |        |        | 3명    | 3명   | 남쪽 타워 |
| 제230진압대     |        |        | 1명    | 5명    | 6명   | 남쪽 타워 |
| 제235진압대     |        |        | 1명    | 4명    | 5명   | 남쪽 타워 |
| 제238진압대     |        |        | 1명    |        | 1명   | 남쪽 타워 |
| 제279진압대     |        |        |        | 2명    | 2명   | 남쪽 타워 |
| 제285진압대     |        |        |        | 1명    | 1명   | 남쪽 타워 |
| 제320진압대     |        | 1명    |        |        | 1명   | 북쪽 타워 |
| 제1화학소방대   |        |        | 1명    | 6명    | 7명   | 남쪽 타워 |
| 제2구조대       |        | 1명    |        | 6명    | 7명   | 남쪽 타워 |
| 제3구조대       |        | 1명    | 1명    | 9명    | 11명  | 북쪽 타워 |
| 제4구조대       |        | 1명    | 1명    | 7명    | 9명   | 남쪽 타워 |
| 제5구조대       |        |        | 2명    | 6명    | 8명   | 북쪽 타워 |
| 제7구조대       |        | 1명    |        | 5명    | 6명   | 남쪽 타워 |
| 제8구조대       |        | 1명    |        |        | 1명   | 북쪽 타워 |
| 제9구조대       |        |        |        | 3명    | 3명   | 북쪽 타워 |
| 제10구조대      |        |        |        | 1명    | 1명   | 북쪽 타워 |
| 제11구조대      |        |        | 1명    | 6명    | 7명   | 남쪽 타워 |
| 제12구조대      |        |        |        | 2명    | 2명   | 남쪽 타워 |
| 제13구조대      |        | 1명    |        | 4명    | 5명   | 북쪽 타워 |
| 제15구조대      |        |        | 1명    | 7명    | 8명   | 남쪽 타워 |
| 제16구조대      |        |        | 1명    | 1명    | 2명   | 남쪽 타워 |
| 제20구조대      |        | 1명    |        | 6명    | 7명   | 북쪽 타워 |
| 제21구조대      |        |        |        | 6명    | 6명   | 남쪽 타워 |
| 제24구조대      |        | 1명    |        | 1명    | 2명   | 남쪽 타워 |
| 제25구조대      |        |        | 1명    | 6명    | 7명   | 남쪽 타워 |
| 제27구조대      |        |        |        | 1명    | 1명   | 남쪽 타워 |
| 제35구조대      |        | 1명    |        | 4명    | 5명   | 남쪽 타워 |
| 제38구조대      |        |        |        | 1명    | 1명   | 남쪽 타워 |
| 제42구조대      |        |        |        | 1명    | 1명   | 북쪽 타워 |
| 제101구조대     |        |        | 1명    | 6명    | 7명   | 북쪽 타워 |
| 제105구조대     |        | 1명    |        | 4명    | 5명   | 남쪽 타워 |
| 제111구조대     |        |        | 1명    |        | 1명   | 북쪽 타워 |
| 제118구조대     |        |        | 1명    | 5명    | 6명   | 남쪽 타워 |
| 제131구조대     |        |        |        | 1명    | 1명   | 남쪽 타워 |
| 제132구조대     |        |        |        | 5명    | 5명   | 남쪽 타워 |
| 제136구조대     |        |        |        | 1명    | 1명   | 남쪽 타워 |
| 제166구조대     |        |        |        | 1명    | 1명   | 북쪽 타워 |
| 제1광역구조단   |        | 1명    | 1명    | 9명    | 11명  | 북쪽 타워 |
| 제2광역구조단   |        |        | 1명    | 6명    | 7명   | 북쪽 타워 |
| 제3광역구조단   |        |        |        | 6명    | 6명   | 남쪽 타워 |
| 제4광역구조단   |        | 1명    | 1명    | 4명    | 6명   | 남쪽 타워 |
| 제5광역구조단   |        | 1명    | 1명    | 8명    | 10명  | 북쪽 타워 |
| 특별대책팀      | 1명    | 1명    | 2명    |        | 4명   | 북쪽 타워 |
| 제1광역기동단   |        | 1명    | 3명    | 8명    | 12명  | 남쪽 타워 |
| 제18광역기동단  |        |        | 1명    | 6명    | 7명   | 북쪽 타워 |
| 제41광역기동단  |        |        | 1명    | 5명    | 6명   | 북쪽 타워 |
| 제252광역기동단 |        |        |        | 5명    | 5명   | 북쪽 타워 |
| 제288광역기동단 |        |        | 1명    | 5명    | 6명   | 남쪽 타워 |
| 기타 인력       |        |        |        | 11명   | 11명  |           |
| 총 합           | 17명   | 23명   | 44명   | 257명  | 343명 |           |

### 계급, 성명, 나이 목록
다음 목록은 9.11 테러로 사망한 소방관들의 구조대별 계급, 성명, 나이를 나열한 목록이다. 계급이 소방사인 경우에는 이름 옆에 계급을 두지 않았다.
| 구조대 명       | 사망자 |
| 소방국장        | 피터 J. 갠시 주니어, 54세 |
| 소방위원장      | 윌리엄 M. 피핸, 72세 |
| 소방경          | 로널드 폴 부카, 47세 |
| 소방국 담당사제 | 미셸 저지, 68세 |
| 광역소방지휘관  | - 소방정감 제럴드 A. 바바라, 53세 - 소방정감 도널드 J. 번즈‚ 61세 |
| 제1소방서       | - 소방령 매튜 렝콜 랸, 54세 - 소방장 폴 토마스 미첼, 46세 |
| 제2소방서       | - 소방령 윌리엄 맥고버른, 49세 - 소방령 리처드 프룬티, 57세 - 파우스티노 알포스톨 주니어, 55세 |
| 제4소방서       | 소방장 토마스 오하겐, 43세 |
| 제6소방서       | 소방령 존 P. 윌리엄슨, 46세 |
| 제7소방서       | - 소방령 오리오 팔머, 45세 - 소방장 스테판 G. 하렐, 44세 - 소방장 필리프 스콧 페티, 43세 |
| 제8소방서       | - 소방령 토마스 페트릭 더엥젤리스, 51세 - 토마스 멕캔, 45세 |
| 제9소방서       | - 소방령 데니스 로렌스 데블린, 51세 - 소방령 에드워드 F. 제르지티, 45세 - 소방장 찰스 윌리엄 자바리니, 44세 - 카를 아사로, 39세 - 앨런 D. 페인베르그, 48세 |
| 제11소방서      | 소방령 존 M. 파올릴로, 51세 |
| 제12소방서      | 소방령 프레드기 클라우드 셰폴드 주니어, 57세 |
| 제22소방서      | 소방장 찰스 조셉 마르지오타, 44세 |
| 제43소방서      | 소방장 제프레이 E. 굴자, 49세 |
| 제47소방서      | 소방장 안토니 조빅, 39세 |
| 제48소방서      | - 소방령 조셉 그젤렉, 52세 - 소방경 레오폴도 보치노, 45세 |
| 제49소방서      | - 소방령 존 모렌, 42세 |
| 제50소방서      | 소방령 로렌스 T. 스택, 58세 |
| 제57소방서      | - 소방령 데니스 크로스, 60세 - 소방령 조셉 로스 마치뱅크스 주니어, 47세 |
| 제1방면본부     | - 소방위 조셉 D. 파렐리, 47세 - 소방위 토마스 무디, 45세 |
| 제11방면본부    | 소방위 티모시 M. 스택폴, 42세 |
| 제15방면본부    | - 소방령 토마스 시어도어 하스켈 주니어, 37세 - 소방위 마틴 J. 에겐 주니어, 36세 - 소방위 윌리엄 오키페, 48세 |
| 제1진압대       | - 소방장 앤드류 데스페리토 , 43세 - 소방경 T. 웨인베르그, 34세 |
| 제4진압대       | - 칼리스토 아나야 주니어, 35세 - 제임스 C. 리치즈, 29세 - 토마스 G. 쇼아레즈, 27세 - 파울 A. 테그메이어, 41세 |
| 제5진압대       | 매누엘 델 벨레 주니어, 32세 |
| 제6진압대       | - 파울 베이어, 37세 - 토마스 홀로헨, 36세 - 윌리엄 R. 존스턴, 31세 |
| 제8진압대       | 로버트 팔로, 35세 |
| 제10진압대      | - 소방장 그레그 아서 아틀라스, 44세 - 제프레이 제임스 올슨, 31세 |
| 제21진압대      | 소방위 윌리엄 프랭시스 부르커 주니어, 46세 |
| 제22진압대      | - 토마스 안토니 카소리아, 29세 - 마이클 J. 엘페리스, 27세 - 빈센트 D. 카네, 37세 - 마르틴 E. 멕윌리엄즈, 35세 |
| 제23진압대      | - 로버트 맥페든, 30세 - 제임스 니콜라스 파파조지, 29세 - 헥토르 루이스 티라도 주니어, 30세 - 마크 P. 휘트포드, 31세 |
| 제26진압대      | - 소방위 토마스 파리노, 37세 - 다나 R. 하논, 29세 |
| 제29진압대      | 마이클 라구사, 29세 |
| 제33진압대      | - 소방장 케핀 피페퍼, 42세 - 데이비드 아르케, 36세 - 마이크 보러, 37세 - 로버트 에반스, 36세 - 케이토이 맥쿨러스 메이너드, 30세 |
| 제37진압대      | 존 지오르다노, 47세 |
| 제40진압대      | - 소방장 존 F. 지러, 37세 - 케빈 브라큰, 37세 - 마이클 D. 디아우리아, 25세 - 브루스 그레이, 51세 - 스티븐 멕카도, 38세 |
| 제50진압대      | 로버트 W. 스피어 주니어, 30세 |
| 제54진압대      | - 파울 존 질, 34세 - 호세 과달루페, 37세 - 레오나드 라가질라, 36세 - 크리스토퍼 산토라, 23세 |
| 제55진압대      | - 소방장 피터 L. 프레운드, 45세 - 로터프 레인, 28세 - 크리스토퍼 모질로, 27세 - 스테판 P. 러셀, 40세 |
| 제58진압대      | 소방장 로버트 B. 네겔, 55세 |
| 제74진압대      | 루벤 D. 코레아, 44세 |
| 제201진압대     | - 소방장 파울 리차드 마르티니, 37세 - 그레고리 조셉 버크, 37세 - 크리스토퍼 픽포드, 32세 - 존 알버트 샤르트, 34세 |
| 제205진압대     | 소방장 로버트 프랜시스 월라스, 43세 |
| 제207진압대     | - 카를 헨리 조, 25세 - 션 에드워드 포웰, 32세 - 케핀 O. 레일리, 28세 |
| 제214진압대     | - 소방장 카를 존 베디지안, 35세 - 존 조셉 플로리오, 33세 - 마이클 에드워드 로버트, 31세 - 케네흐 토마스 워스턴, 39세 |
| 제216진압대     | 데니엘 슈르, 37세 |
| 제217진압대     | - 소방장 케네트 펠렌, 41세 - 스테븐 콕켈리, 36세 - 필리프 T. 하예스, 67세 - 네일 조셉 리비, 34세 |
| 제219진압대     | 존 치프라, 39세 |
| 제226진압대     | - 브리안 멕엘리스, 36세 - 데이비드 파울 드 루비오, 38세 - 스텐리 S. 스마젤라 주니어, 36세 |
| 제230진압대     | - 소방장 브라이언 G. 아헤른, 43세 - 프랭크 보노모, 42세 - 마이클 스콧 카를로, 34세 - 제프리 스타크, 30세 - 유진 웰른, 31세 - 에드워드 제임스 화이트 3세, 30세 |
| 제235진압대     | - 소방장 스티픈 베티, 42세 - 니콜라스 파울 시오팔로, 39세 - 프랭시스 에스포시토, 32세 - 리 S. 페힐링, 28세 - 로렌스 G. 벨링, 44세 |
| 제238진압대     | 소방장 글렌 E. 윌킨슨, 46세 |
| 제279진압대     | - 로엔 리 핸더슨, 52세 - 안토니 로드리거즈, 36세 |
| 제285진압대     | 레이몬드 R. 요크, 45세 |
| 제320진압대     | 소방위 제임스 J. 코리겐, 60세 |
| 화학소방팀      | 소방령 존 패닝, 54세 |
| 제1화학소방대   | - 소방장 존 A. 크리스키, 48세 - 데니스 M. 카렐리, 51세 - 미르틴 N. 디메오, 47세 - 토마스 그라드네어, 39세 - 조나단 R. 호프만, 48세 - 데니스 스카우소, 46세 - 케핀 조셉 스미스, 47세 |
| 제2구조대       | - 소방위 프레드릭 3세 주니어, 49세 - 마이클 J. 클라크, 27세 - 조지 디파스퀠, 33세 - 데니스 P. 저메인, 33세 - 데니엘 에드워드 헬린, 41세 - 카를 모리나로, 32세 - 데니스 마이클 뮐젠, 32세 |
| 제3구조대       | - 소방위 패트릭 J. 브라운, 48세 - 소방장 케핀 W. 도널리, 43세 - 마이클 캐롤, 39세 - 제임스 레이몬드 코릴, 26세 - 제라드 데원, 35세 - 제프리 존 지오르다노, 45세 - 조셉 멜로네이, 45세 - 존 케빈 멕아보이, 47세 - 티모시 패트릭 멕스웨니, 37세 - 조셉 J. 오그렌, 30세 - 스티븐 존 올슨, 38세                                        |
| 제4구조대       | - 소방위 데이비드 테렌스 울리, 54세 - 소방장 데니엘 오첼레헨, 42세 - 조셉 엔젤니 주니어, 38세 - 피터 브레넌, 30세 - 마이클 E. 브레넌, 27세 - 마이클 허브, 34세 - 마이클 F. 린츠, 33세 - 사무엘 오이티체, 45세 - 존 제임스 티핑 2세, 33세                                                                                           |
| 제5구조대       | - 소방장 빈센트 프랜시스 지아모나, 40세 - 소방장 마이클 왈초라, 51세 - 루이스 아레나, 32세 - 앤드류 브룬, 28세 - 토마스 해너핀, 36세 - 폴 하론 키팅, 38세 - 존 A. 샌터레, 49세 - 조지 토마스 사케도, 31세 |
| 제7구조대       | - 소방위 베르넌 앨런 리차드, 53세 - 조지 체인, 35세 - 로버트 조셉 포티, 42세 - 리차드 물더니 주니어, 40세 - 찰스 멘츠, 38세 - 빈센트 프린시오타, 39세 |
| 제8구조대       | 소방장 빈센트 제라드 할로렌, 43세 |
| 제9구조대       | - 제라드 베티스테, 35세 - 존 P. 테르니, 27세 - 제프레이 P. 왈츠, 37세 |
| 제10구조대      | 신 페트릭 탈론, 26세 |
| 제11구조대      | - 소방장 마이클 퀼티, 42세 - 마이클 F. 캐매라타, 22세 - 에드워드 제임스 데이, 45세 - 존 F. 헤페르난, 37세 - 리차드 존 켈리 주니어, 50세 - 로버트 킹 주니어, 36세 - 매튜 로건, 37세 |
| 제12구조대      | - 앙겔 L. 주앙드 주니어, 35세 - 마이클 D. 물렌, 34세 |
| 제13구조대      | - 소방위 왈터 G. 히네스, 46세 - 토마스 헤젤, 33세 - 데니스 멕허그, 34세 - 토마스 E. 세벨라, 44세 - 조지 스타직, 46세 |
| 제15구조대      | - 소방장 조셉 제라드 리베이, 45세 - 리차드 레너드 엘런, 30세 - 아서 타두스 베리, 35세 - 토마스 W. 켈리, 50세 - 스콧 카피코, 32세 - 스콧 레스, 35세 - 더글러스 E. 오엘싈레저, 36세 - 에릭 T. 올슨, 41세 |
| 제16구조대      | - 소방장 레이먼드 E. 무르피, 46세 - 로버트 쿠라톨로, 31세 |
| 제20구조대      | - 소방위 존 R. 피셔, 46세 - 존 페트릭 부른사이드, 36세 - 제임스 마이클 그레이, 34세 - 신 S. 헨리, 35세 - 데이비드 레포제, 50세 - 로버트 토마스 리네인, 33세 - 로버트 D. 멕마흔, 35세 |
| 제21구조대      | - 제라드 T. 엣우드, 38세 - 제라드 두피, 53세 - 케이트 글레스커, 38세 - 조셉 헨리, 25세 - 윌리엄 E. 크로코우스키, 36세 - 벤자민 수아레즈, 34세 |
| 제24구조대      | - 소방위 데니엘 J. 브레셀, 43세 - 스테판 엘리엇 벨슨, 51세 |
| 제25구조대      | - 소방장 글렌 C. 페리, 41세 - 매튜 바네스, 37세 - 존 마이클 콜린스, 42세 - 케네트 쿰펠, 42세 - 로버트 미라나, 54세 - 조셉 리벨리, 43세 - 폴 G. 루베크, 50세 |
| 제27구조대      | 존 마셜, 35세 |
| 제35구조대      | - 소방위 프랭크 캘라한, 51세 - 제임스 앤드류 기버슨, 43세 - 빈센트 S. 몰레로, 34세 - 마이클 오튼, 42세 - 마이클 로버츠, 30세 |
| 제38구조대      | 조셉 스포르 주니어, 35세 |
| 제42구조대      | 피터 알렉산드 벨펠드, 44세 |
| 제101구조대     | - 소방장 조셉 굴릭슨, 37세 - 페트릭 비른, 39세 - 샐바토레 B. 칼라브로, 38세 - 브라이언 카니잘로, 30세 - 토마스 J. 케네디, 36세 - 조셉 마페오, 31세 - 테렌시 A. 멕셰인, 37세 |
| 제105구조대     | - 소방위 빈센트 부른턴, 43세 - 토마스 리차드 켈리, 39세 - 헨리 알프레드 밀러 주니어, 51세 - 데니스 오버그, 28세 - 프랭크 안토니 팔롬보, 46세 |
| 제111구조대     | 소방장 크리스토퍼 P. 술리번, 39세 |
| 제118구조대     | - 소방장 로버트 M. 레겐, 48세 - 조셉 안젤로, 35세 - 베른 파울 체리, 49세 - 스콧 메튜 데이비슨, 33세 - 레옹 스미스 주니어, 48세 - 피터 안토니 베가, 36세 |
| 제131구조대     | 크리스티안 마이클 오토 레겐하르트, 28세 |
| 제132구조대     | - 앤드류 조르단, 36세 - 마이클 켈퍼, 25세 - 토마스 미기농, 34세 - 존 T. 비지노 2세, 36세 - 세르기오 빌라누에바, 33세 |
| 제136구조대     | 마이클 조셉 카울리, 32세 |
| 제166구조대     | 윌리엄 W. 웨른, 61세 |
| 제1광역구조단   | - 소방위 테렌시 S. 헤튼, 41세 - 소방장 데니스 모지카, 50세 - 조셉 안젤리 경, 63세 - 그레이 게델, 44세 - 윌리엄 헨리, 49세 - 케네트 조셉 마리노, 40세 - 마이클 몬테시, 39세 - 제라드 테렌시 네빈스, 46세 - 페트릭 J. 오키페, 44세 - 브라이언 에드워드 스웨니, 29세 - 데이비드 M. 윌스, 41세                                         |
| 제2광역구조단   | - 소방장 피터 C. 마튼, 43세 - 윌리엄 데이비드 레이크, 44세 - 데니엘 F. 리버티, 43세 - 존 나폴리타노, 32세 - 케빈 오로커, 44세 - 린콜른 퀴페, 38세 - 에드워드 럴, 44세 |
| 제3광역구조단   | - 크리스토퍼 조셉 블랙월, 42세 - 토마스 폴리, 32세 - 토마스 감비노 주니어, 48세 - 레이몬드 미센헤미어, 46세 - 도널드 J. 레건, 47세 - 제라드 페트릭 스랑, 45세 |
| 제4광역구조단   | - 소방위 브라이언 히키, 47세 - 소방장 케빈 도우덜, 46세 - 테렌스 페트릭 패럴, 45세 - 윌리엄 J. 매호니, 37세 - 피터 앨런 넬슨, 42세 - 더렐 V. 피러셀, 34세 |
| 제5광역구조단   | - 소방령 루이스 조셉 모다페리, 45세 - 소방장 헤르비 헤럴, 49세 - 존 P. 베르긴, 39세 - 카를 빈센트 비니, 44세 - 마이클 쿠르티스 피오르, 46세 - 앙드레 G. 플레처, 37세 - 더글라스 찰스 밀러, 34세 - 제프레이 매튜 팔라조, 33세 - 니콜라스 P. 로소맨도, 35세 - 앨런 타라스위츠, 45세                                                  |
| 특별대책팀      | - 소방령 레이몬드 매튜 다운니, 63세 - 소방령 찰스 카스퍼, 54세 - 소방위 페트릭 J. 워터즈, 44세 - 소방장 티모시 히긴즈, 43세 - 소방장 마이클 토마스 루소 경, 44세 |
| 제1광역기동단   | - 소방위 제임스 M. 아마토, 43세 - 소방장 에드워드 A. 드아트리, 38세 - 소방장 마이클 에스포시토, 41세 - 소방장 마이클 N. 포도르, 53세 - 브라이은 빌처, 37세 - 그레이 복스, 37세 - 토마스 M. 불처, 37세 - 피터 캐롤, 42세 - 로버트 코르디스, 28세 - 데이비드 J. 폰타나, 37세 - 매튜 데이비드 자베이, 37세 - 스테판 제라드 실러, 34세 |
| 제18광역기동단  | - 소방장 윌리엄 E. 멕진, 43세 - 에릭 엘렌, 44세 - 앤드류 프레드릭스, 40세 - 데이비드 헬더맨, 40세 - 티모시 하스켈, 34세 - 마누엘 모지카, 37세 - 로렌스 비르질로, 38세 |
| 제41광역기동단  | - 소방장 마이클 K. 할리, 42세 - 토마스 페트릭 쿨렌 3세, 31세 - 로버트 해밀턴, 43세 - 마이클 J. 론스, 32세 - 그레고리 시코르스키, 34세 - R. 브루스 반 힌, 48세 |
| 제252광역기동단 | - 타렐 콜멘, 32세 - 토마스 쿠벨리키스, 48세 - 피터 J. 레겐, 41세 - 페트릭 론스, 34세 - 케빈 피르오르, 28세 |
| 제288광역기동단 | - 소방장 로널드 T. 케르빈, 42세 - 론 E. 질스, 43세 - 조셉 헌터, 31세 - 조나단 리 렐피, 29세 - 아담 데이비드 랜드, 30세 - 티모시 매튜 웰티, 34세 |
| 제49구급서      | - 구급요원 찰스 R. 릴로, 37세 |
| 제57구급서      | - 구급요원 라차도 J. 퀸, 40세 |

## 뉴욕-뉴저지 항만공사 경찰국 사망자

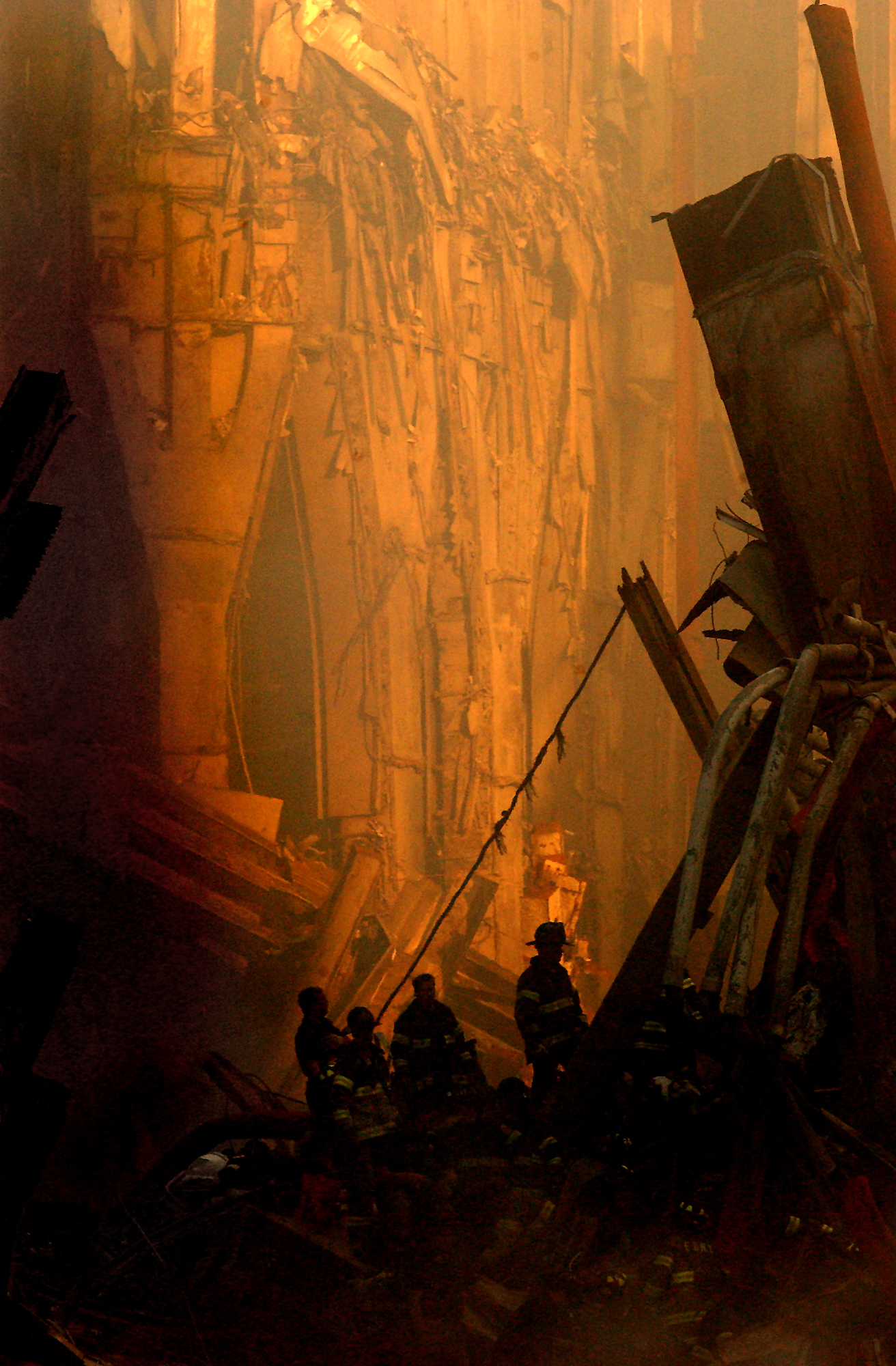
2001년 9월 14일, 세계 무역 센터 부지에서 작업하고 있는 복구노동자.

아메리칸 항공 11편이 세계 무역 센터 북쪽 타워와 충돌한지 몇 분 되지 않아 뉴욕-뉴저지 항만공사 경찰국(PAPD)에서는 PATH 철도, 다리, 터널, 공항 관제탑 등지에 경찰들을 배치하기 시작했다. PAPD 현장지휘관은 유나이티드 항공 175편이 남쪽 타워에 충돌하기 3분 전인 오전 9시 북쪽 타워에서 완전 철수하라는 명령을 내렸다. 이 때 세계 무역 센터에 경찰국 고위간부인 치안총감 페르디난드 모렌, 치안정감(Chief) 제임스 로미토 2명이 각각 도착했다.
몇 경찰관은 타워 안에서 계단을 통한 대피를 돕기 위해 타워 안으로 들어갔고, 일부는 광장 및 지하철역에서 대피를 도왔다. 치안총감 모렌은 붕괴 전 북쪽 타워 45층에서 입주자들을 대피시키는 것을 끝으로 마지막으로 목격되었고, 치안정감 로미토는 31층에서 4명의 동료들과 함께 소방관들을 돕는 것으로 마지막으로 목격되었다. PAPD에서는 치안총감 모렌과 치안정감 로미토를 포함한 경찰관 37명과 경찰견 1마리를 잃었다. 다음은 그 사망자의 목록이다.
- 치안총감 페르디난드 V. 모렌, 63세
- 치안정감 제임스 A. 로미토, 51세
- 경위 로버트 D. 키리
- 경무관 안토니 P. 인팬터 주니어, 47세
- 경감 케시 낸시 메자, 46세
- 경사 로버트 M. 카울퍼즈, 49세
- 도널드 제임스 멕린시레, 38세
- 왈터 아서 멕네일, 53세
- 조셉 마이클 네바스, 44세
- 제임스 넬슨, 40세
- 알폰소 J. 니더메이어, 40세
- 제임스 웬델 파르함, 32세
- 도미니크 A. 펠주로, 36세
- 안토니오 J. 로드리구즈, 35세
- 리차드 로드리구즈, 31세
- 브루스 알버트 레이놀즈, 41세
- 크리스토퍼 C. 아모로소, 29세
- 마리스 V.  베리, 48세
- 클린턴 데이빗 경, 38세
- 도널드 A. 포레먼, 53세
- 그레그 J. 프로헤너, 46세
- 우후루 곤가 휴스턴, 32세
- 조지 G. 호워드, 44세
- 토마스 E. 고르멘
- 스테판 휴스코 주니어, 44세
- 파울 윌리엄 우르건즈, 47세
- 리암 첼라한, 44세
- 파울 라시즈옌스키, 49세
- 데이비드 프루덴시오 레마젠, 27세
- 존 조셉 레옹 주니어, 44세
- 존 데니스 레비, 50세
- 제임스 프랭시스 린치, 47세
- 존 P. 스칼라, 31세
- 왈른 W. 슈르트 주니어, 28세
- 케네트 F. 티에슨, 31세
- 네테니엘 웹
- 마이클 T. 월리
- 시리우스, K-9

## 뉴욕 시경찰국 사망자

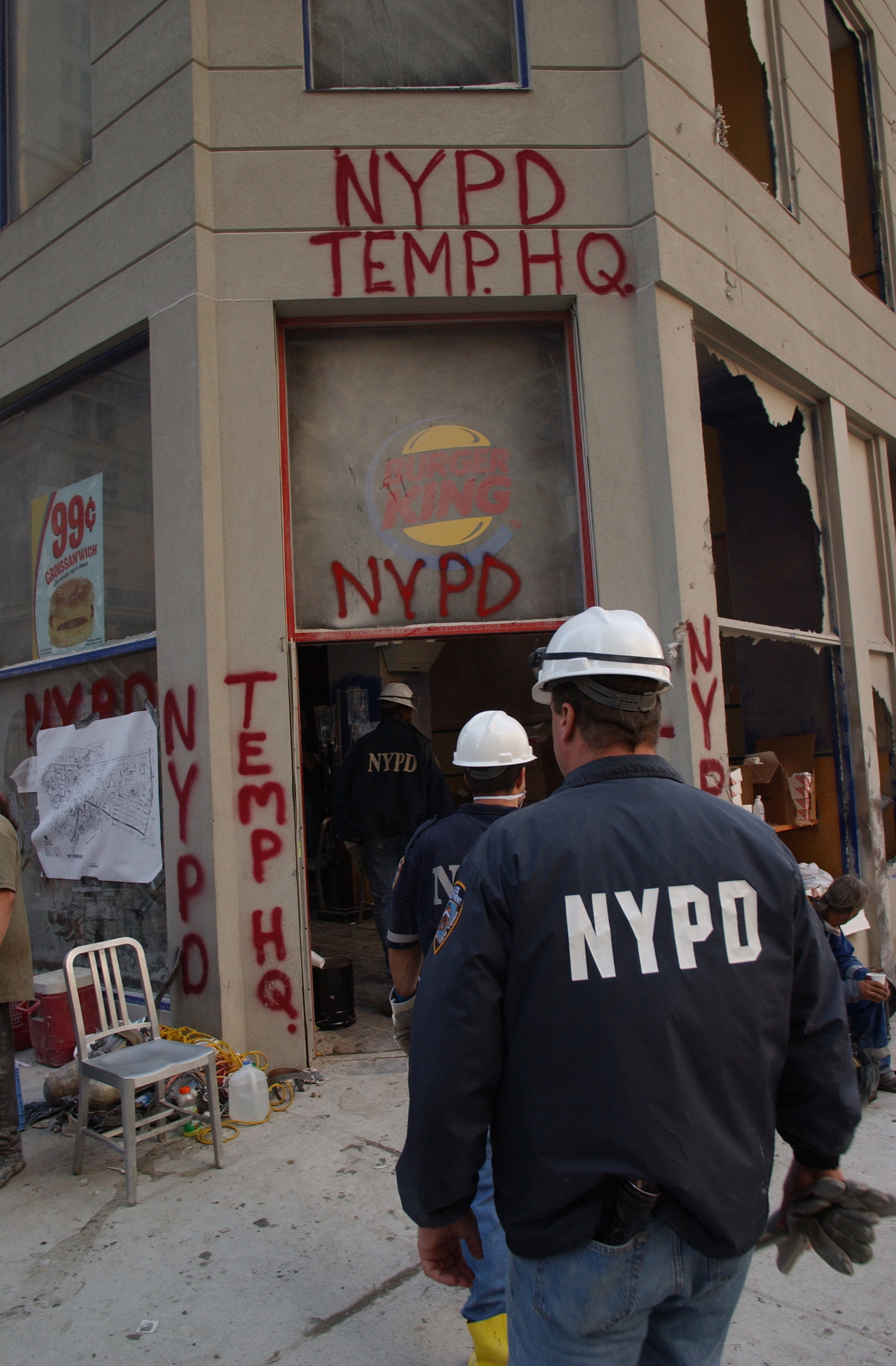
2001년 9월 11일, 세계 무역 센터 인근 리버티 가 106번지의 버거킹 지점에 세워진 뉴욕 경찰국 임시지휘소.

뉴욕 시경찰국(NYPD)의 경찰관 몇몇은 아메리칸 항공 11편이 북쪽 타워에 부딪치는 것을 목격하고 즉시 보고했다. 아메리칸 항공 11편이 충돌한지 10분 후이자 유나이티드 항공 175편이 남쪽 타워에 부딪치기 7분 전, 뉴욕 시경찰국의 경찰국장이 현장으로 향해 4급 동원령을 내리고 경위 22명, 경사 100명, 경찰관 800명을 세계 무역 센터 내로 동원하였다. 뉴욕 시경찰은 주로 대피를 돕고, 부상자 지원을 하는 일을 주 업무로 도왔다.

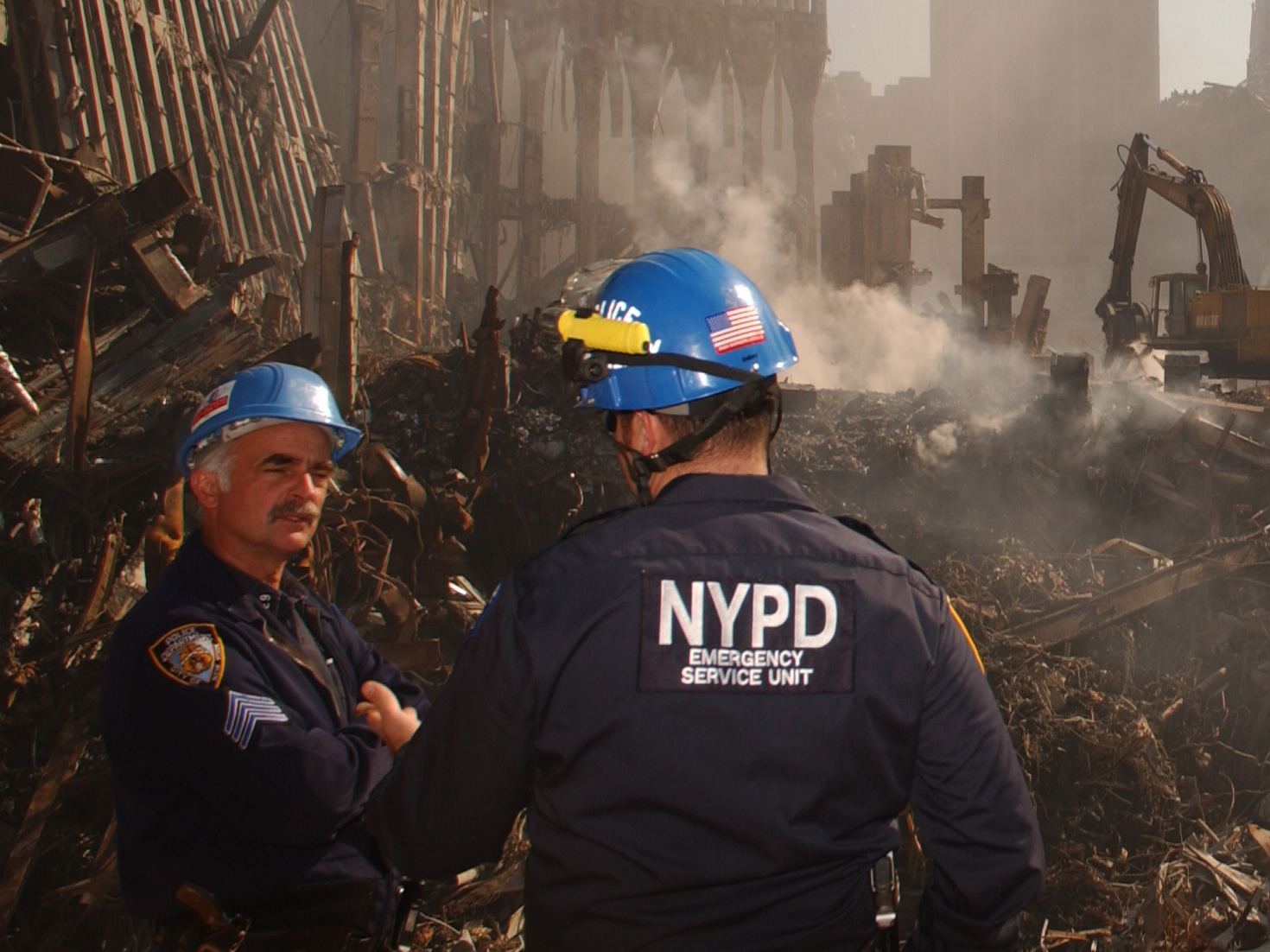
테러 5주 후, 세계 무역 센터의 파편이 있는 부지에 서 있는 뉴욕 시경찰 2명.

경찰 헬리콥터 3기도 배치되어 상황을 보고하고 옥상 착륙 및 특수구조작전의 가능성에 대해 논의했다. 유나이티드 175편이 남쪽 타워와 충돌하면서 추가로 4급 동원령을 내려 경찰 2,000명을 파견하였다. 이 중 일부 경찰관은 세계 무역 센터 내로 진입해 소방국의 탈출 작전을 도왔다.
세계 무역 센터가 붕괴되면서 경사 4명과 형사 2명을 포함한 23명의 경찰관이 사망하였다. 다음은 사망자의 목록이다.
- 경사 티모시 A. 로이 경, 36세
- 경사 존 제라드 코흘린, 43세
- 경사 로제니 C. 길리스, 33세
- 경사 마이클 S. 커틴, 45세
- 형사 조셉 V. 비자노, 34세
- 형사 클라우드 다니엘 리차즈, 46세
- 모이라 안 스미스, 38세 – 글래머 지의 "올해의 여성"에 뽑힌 사람이었다[14]
- 래몬 수아레즈, 45세
- 파울 탤시, 40세
- 샌토스 발렌틴 주니어, 39세
- 왈터 E. 웨버, 30세
- 로널드 필립 클로퍼, 39세
- 토마스 M. 래농, 39세
- 제임스 페트릭 리히, 38세
- 브라이언 그라디 멕도널, 38세
- 존 윌리엄 페리, 38세 – 뉴욕경찰 24시와 원 라이프 투 리브 등에 출연했던 배우였으며 테러 당일 아침 경찰 퇴직서류를 제출했다.[15]
- 글렌 케린 페티, 30세
- 존 디알라라, 47세
- 빈센트 댕즈, 38세
- 제로메 M. P. 도밍구즈, 37세
- 스테판 P. 드리스콜, 38세
- 마크 조셉 엘리스, 26세
- 로버트 파지오 주니어, 41세

## 사설 구급대원 사망자
세계 무역 센터에서 사설 응급대에 고용된 응급구조사 및 응급대원 8명이 사망하였다. 그 사망자의 목록은 다음과 같다.
- 케이트 패어벤, 24세 – 뉴욕 장로회병원에 고용된 응급대원
- 리처드 펠먼, 18세 – 포레스트 힐스 의원구급대에 고용된 응급구조사
- 마리오 산토로, 28세 – 뉴욕 장로회 의료센터에 고용된 응급대원
- 야멜 메리노, 24세 – 메트로케어/몬테피어 의료센터에 3년간 근무했던, 8세 아들의 어머니이자 응급구조사
- 무함마드 살만 함다니, 23세 – 뉴욕 경찰국 경찰생도군단에 3년간 있었고, 뉴욕 경찰국의 임시직 응급구조사였던 무슬림 미국인
- 마릭 술린즈, 30세 – 카브리니 의료센터에 고용된 응급구조사
- 마르크 슈바르츠, 50세 – 헌터 엠뷸런스에 고용된 응급구조사
- 제프 심프슨, 38세 – 덤프리스-트라이엥글 구조단에 근무하였고 오라클에 근무했던 응급구조사

## 뉴욕 소방순찰대 사망자
뉴욕 소방순찰대 제2소방대 그리니치빌리지 소속 소방순찰원인 케이트 로마(27세)가 사망하였다.